# Baixos Casa Bosch
Els Baixos Casa Bosch és una obra de Ripoll protegida com a Bé Cultural d'Interès Local.

## Descripció
Conjunt format per una porta, d'accés a l'habitatge, i un portal, amb arc de mig punt rebaixat. Els brancals, les llindes i el pany de paret és adovellat. Per sobre la porta hi ha una reixa de ferro forjat.